# Le Vibrazioni (album)
Le Vibrazioni è il primo album in studio del gruppo musicale italiano omonimo, pubblicato nel 2003 dalla BMG Ricordi.

## Il disco
Composto da quindici brani e da una traccia fantasma, l'album è stato anticipato dal videoclip, ideato dall'allora manager e produttore della band Demetrio Sartorio, Dedicato a te disco di platino e traino fondamentale dell'album.
L'album staziona nella Top 20 per circa un anno, fino a raggiungere il secondo posto della classifica a inizio 2004, tenuto lontano dalla vetta solo da 111 di Tiziano Ferro.
Oltre a Dedicato a te l'album contiene i singoli In una notte d'estate, Vieni da me e Sono più sereno, oltre al brano E se ne va, tema principale del film Tre metri sopra il cielo.

## Tracce
Testi e musiche di Francesco Sarcina, eccetto dove indicato.
1. Il cantico delle pene – 3:25
2. In una notte d'estate – 3:12
3. Sani pensieri – 3:41
4. Dedicato a te – 3:28
5. Su un altro pianeta – 3:00
6. Per non farsi ingoiare – 2:23
7. Vieni da me – 4:10
8. Xunah – 5:46 (musica: Marco Castellani, Alessandro Deidda, Stefano Verderi, Francesco Sarcina)
9. Electrip Music – 3:10 (musica: Marco Castellani, Francesco Sarcina)
10. Guardami e costringimi – 4:03
11. Non dimenticarmi mai – 4:54
12. Sono più sereno – 4:08
13. Seta – 3:41
14. Non mi pare abbastanza – 5:18 (musica: Marco Castellani, Alessandro Deidda, Stefano Verderi, Francesco Sarcina)
15. Il compositore di nuvole – 6:30
16. E se ne va – 5:43 – traccia fantasma

## Formazione
Gruppo
- Alessandro Deidda – batteria, percussioni, arrangiamento
- Marco "Garrincha" Castellani – basso, arrangiamento
- Francesco Sarcina – voce, chitarra, mandolino, arrangiamento
- Stefano Verderi – chitarra, wurlitzer, arrangiamento

Altri musicisti
- Marco Guarnerio – tastiera aggiuntiva

Produzione
- Demetrio Sartorio - produttore esecutivo e manager

- Marco Guarnerio – produzione, registrazione, missaggio, mastering
- Ignazio Morviducci – registrazione, missaggio, mastering
- Andrea Debernardi – registrazione, missaggio, mastering

## Classifiche

### Classifiche settimanali
| Classifica (2004) | Posizione massima |
| ----------------- | ----------------- |
| Italia            | 2                 |

### Classifiche di fine anno
| Classifica (2003) | Posizione |
| ----------------- | --------- |
| Italia            | 30        |
| Classifica (2004) | Posizione |
| Italia            | 37        |